# 주식 분할
주식 분할(株式分割, stock split 또는 stock divide)은 시가 총액의 변화없이 기존 주식을 세분화하는 것이다.
일정한 비율로 액면가를 나눠 그 주식수를 증식시키는데서 액면 분할이라고 부르기도 한다.
주식 분할은 주식 거래를 활성화시키고 유동성을 더 좋게 만들기 위해 시행되는데, 액면가와 거래가가 너무 높아지면 주식 거래량이 정체되고 신주 발행에 지장이 있기 때문이다. 원칙적으로 주식 분할로는 아무런 이득이 생기지 않지만, 주가가 오르는 효과도 얻을 수 있기도 한데 이는 주식 거래자들이 주가가 저렴해졌다고 느끼는데서 기인하는 현상이다.
발행주식수를 늘려도 기업가치는 이전과 동일하다는데서 무상증자와는 구분된다.

## 같이 보기
- 주식 병합